# Авиценния блестящая
Авиценния блестящая (лат. Avicennia germinans) — вид растений семейства Акантовые. Одно из наиболее распространённых неотропических мангровых растений.

## Описание
Представляет собой крупный (1,2—3 м) кустарник, приспособившийся к существованию в условиях регулярного затопления морской водой и высокой постоянно изменяющейся солёности. На горизонтальных корнях имеются вертикальные выросты — дыхательные корни-пневматофоры, способствующие накоплению соли и обломков, тем самым контролируя эрозию. Листья овальные, длиной от 2,5 см до 12,5 см, мясистые, кожистые, тёмно-зелёные гладкие сверху, сероватые войлокоподобно-шершавые снизу, располагаются супротивно. Также на нижней поверхности имеются солевыводящие желёзки. Цветки бесчерешковые, около 3 мм в диаметре, с белыми лепестками, собраны в соцветия, которые могут располагаться в пазухах листьев или на концах ветвей. Плоды плоские, тёмно-зелёные, около 2,5 см длиной, гладкие, но перикарпий бархатистый. Кора толстая, тёмно-коричневая или черноватая. Ветки гладкие, сероватые, утолщаются на стыках.
- В Национальном парке Эверглейдс
- Лист с кристалликами соли
- Соцветие
- Молодой древостой

## Места произрастания
Являясь одним из самых солеустойчивых мангровых растений, авиценния блестящая произрастает в основном в расположенных наиболее близко к морю участках приливно-отливной зоны, однако встречается и в более высоких местах. На атлантическом побережье Америки её ареал простирается от 32°20' с. ш. на Бермудах и Флориде до 21°37' ю. ш. в Бразилии, захватывая Карибские острова, на тихоокеанском — от 30°15' в Мексике до 5°32' ю. ш. в Перу, захватывая архипелаг Галапагос, остров Кокос и остров Мальпело. На атлантическом берегу Африки встречается в странах Ангола, Бенин, Того, Камерун, Кот-д’Ивуар, Республика Конго, Демократическая Республика Конго, Экваториальная Гвинея, Гвинея, Гвинея-Бисау, Габон, Гамбия, Гана, Либерия, Мавритания, Нигерия, Сан-Томе и Принсипи, Сенегал и Сьерра-Леоне.